# Otto Strecker (Pastor)
Otto Karl Edmund Strecker (* 16. Dezember 1851 in Barver; † 20. Oktober 1927 in St. Andreasberg) war ein deutscher lutherischer Geistlicher und Publizist. Er war Ende des 19. Jahrhunderts der Hauptorganisator der Posaunenarbeit der hannoverschen Landeskirche und Gründer und erster Vorsitzender des Gesamtverbandes hannoverscher Posaunenvereine, aus dem das heutige Posaunenwerk der Evangelisch-lutherischen Landeskirche Hannovers hervorging.

## Leben
Otto Strecker wurde 1851 in Barver geboren, wo sein Vater, Georg Strecker, damals Pastor war. Er besuchte ab 1866 das Johanneum in Lüneburg und legte dort 1873 die Reifeprüfung ab. Anschließend studierte er evangelische Theologie an den Universitäten Göttingen und Leipzig. In Göttingen war er Mitglied des „Studenten-Gesangvereins der Georgia Augusta“ (heute StMV Blaue Sänger). Nach vorübergehender Tätigkeit als Rektor der Schule in Dornum und der Ableistung seines Militärdienstes wurde Strecker Pfarrkollaborator in Salzgitter, dann Pastor in Varlosen und seit 1880 an der Johanniskirche in Arenshorst. 1890 wechselte er auf die dritte Pfarrstelle der Stadt Gifhorn, zu der insbesondere die Arbeiterkolonie Kästorf gehörte. 1891 wurde er zum Ersten Vereinsgeistlichen des Evangelischen Vereins für Innere Mission und Schriftleiter des Hannoverschen Sonntagsblatts berufen. 1902 wurde er Pastor in Göttingen-Grone. 1924 trat er in den Ruhestand, übernahm aber zuletzt noch die Verwaltung der Pfarrstelle in St. Andreasberg, wo er im Oktober 1927 verstorben ist.
Mit der Gründung der Posaunenchöre in den zum Kirchspiel Arenshorst gehörigen Gemeinden Herringhausen (1886) und Bohmte (1887) machte er sich Strecker schon früh um die Posaunenarbeit verdient. Wohl Ende der 1880er Jahre wurde er erster Vorsitzender des neu gegründeten Bezirksverbandes Osnabrück der Posaunenchöre. In seiner Zeit als Vereinsgeistlicher des Evangelischen Vereins betrieb er 1898 den Zusammenschluss der Bezirksvereine zum „Gesamtverband hannoverscher Posaunenvereine“ und übernahm dort ebenfalls den Vorsitz. 1899 gab er das „Choralbuch zum Ev.-luth. Gesangbuch der hannoverschen Landeskirche“ heraus.

## Schriften
- Geschichte der Posaunenvereine in der Hannoverschen lutherischen Landeskirche in ihren ersten 50 Jahren (Hannover 1899)
- Die Geschichte der von den verbundenen lutherischen Vereinen für Innere Mission getriebenen kirchlichen Versorgung deutscher Seeleute (Hannover 1899)
- Drei Tage aus dem Leben des Pastors Johann Philipp Rosenbach in Grone. Erzählung aus dem Dreißigjährigen Kriege (Göttingen 1912)